# Robert Bertie, conde de Lindsey
Robert Bertie, I Conde de Lindsey KG (16 de diciembre de 1582-24 de octubre de 1642) fue un noble, soldado y cortesano inglés.

## Primeros años

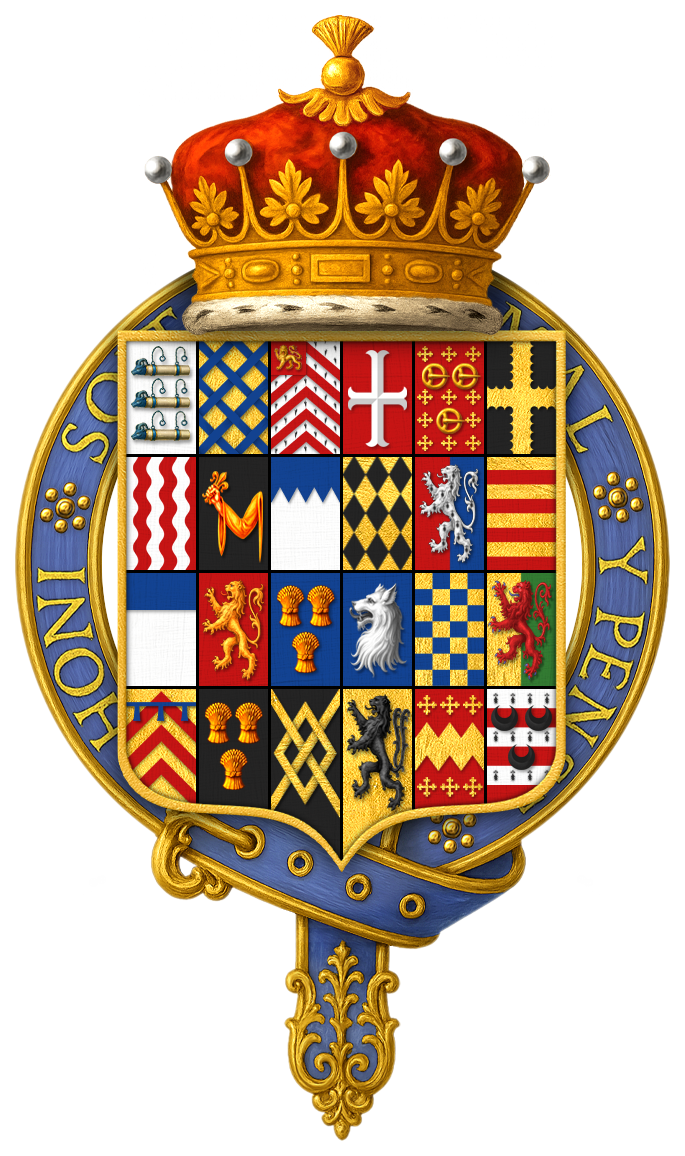
Armas de Sir Robert Bertie, primer conde de Lindsey, KG

Robert Bertie fue hijo de Peregrine Bertie, XIII Barón Willoughby de Eresby (12 de octubre de 1555 -  25 de junio de 1601) y Mary de Vere, hija de John de Vere, XVI Conde de Oxford. La Reina Isabel I fue su madrina. 
Participó en la expedición del conde de Essex a Cambridge, y sirvió también en los Países Bajos, bajo Mauricio de Nassau, príncipe de Orange. Incluso ostentó el mando temporal de las fuerzas inglesas durante el asedio de Rheinberg en el verano de 1601. Las guerras continentales durante el pacífico reinado del rey Jacobo I eran consideradas por la nobleza inglesa como escuelas de armas, ya que algunas campañas se veían como una elegante conclusión para la educación de un caballero.
Fue creado conde de Lindsey el 22 de noviembre de 1626 y tomó su título del norte de las tres partes de Lincolnshire, el antiguo Reino de Lindsey .

## El emprendedor
Lindsey Level en The Fens, entre el río Glen y The Haven, en Boston, Lincolnshire recibió su nombre del primer conde Lindsey, ya que fue el principal impulsor de su desecación. Las obras de drenaje se dieron por concluidas en 1638, pero el proyecto fue abandonado al inicio de la Guerra Civil, por lo que se perdió todo el terreno ganado. Cuando fue drenado nuevamente, más de cien años después, se llamó Black Sluice Level.

## La guerra civil inglesa
En cuanto las disputas entre el rey y el Parlamento se recrudecieron y comenzaban a apuntar hacia una posible guerra, Lindsey comenzó a ejercitar a sus arrendatarios de Lincolnshire y Northamptonshire para formar un regimiento de infantería.
Con él estaba su hijo Montagu Bertie, Lord Willoughby que había luchado contra los españoles en los Países Bajos, y a su regreso había sido nombrado capitán de salvavidas y caballero de la alcoba. Anthony van Dyck ha dejado retratos del padre y del hijo; el primero, un viejo guerrero calvo, alerta y de apariencia pulcra, con coraza y guanteletes de una guerra anterior; el otro, modelo de un cavalier, alto y elegante, luciendo los largos medallones y cuello y puños de encaje típicos de la corte de la reina Enriqueta.
Al ser Lindsey un soldado experimentado de 59 años de edad al inicio de la guerra civil inglesa, Carlos I le nombró General en jefe Realista para la Batalla de Edgehill. No obstante, el Rey dejó a la caballería bajo el mando del Príncipe Ruperto del Rin. Ruperto contaba sólo con 22 años, y a pesar de que era un soldado experimentado que había combatido en la guerra de los Treinta Años, aún no había aprendido que la caballería también debía ser utilizada, no sólo para combatir la caballería enemiga, sino también para apoyar a la infantería.

### Batalla de Edgehill
A las ocho en punto de la mañana del 23 de octubre de 1642 el rey Carlos se encontraba en la cima de Edge Hill, contemplando el Valle de Red Horse, una pradera situada más abajo. Sus hombres se agrupaban en torno suyo mientras el rey observaba con su telescopio los diversos regimientos Parlamentaristas que salían de la población de Kineton, y se disponían en tres líneas. Las fuerzas realistas, unos 11.000 hombres, no pudieron ser reunidas antes de las dos, ya que los nobles que estaban al mando, no eran capaces de reunir a sus huestes y mantenerlas unidas.
Lord Lindsey, que era un viejo camarada de Robert Devereux, conde de Essex, el comandante parlamentarista, sabía que aplicaría las tácticas que ambos habían conocido en los Países Bajos. Tenía una alta opinión de Essex y recomendó precaución al mando realista. Por su parte, el príncipe Rupert había sido testigo del efectos de las feroces cargas realizadas en la guerra de los Treinta Años, y contaba con el apoyo de Patrick Ruthven, Lord Ruthven, uno de los muchos escoceses que habían luchado en el bando del rey Gustavos Adolfo de Suecia. Rupert afirmaba que una carga contundente y rápida de la caballería real barrería a los Roundheads del campo, y la infantería tendría únicamente que avanzar hacia la victoria. El rey, triste por tener que enfrentarse a sus súbditos, y sin experiencia militar previa, parecía completamente desconcertado por la discusión entre su sobrino y el conde. Finalmente, el rey, dispuesto al menos a no irritar a Rupert, ordenó que Ruthven dispusiera las tropas a la manera sueca.
Esto era una gran afrenta para Lindsey, que, sin embargo, aceptó las órdenes por lealtad. Renunció a su cargo de general y marchó para servir con su propio regimiento de Lincolnshire. Su regimiento estaba formado por soldados de infantería y estaba justo enfrente del estandarte del conde de Essex.
Por la tarde, las fuerzas reales marcharon colina abajo. La carga del príncipe Rupert consiguió sus objetivos y nadie esperaba tener que luchar con los soldados parlamentaristas, ya que la caballería Roundhead galopó precipitadamente fuera del campo, perseguida acaloradamente por los realistas. Sin embargo, el cuerpo principal del ejército se mantuvo firme, y durante algún tiempo la batalla se mantuvo igualada, hasta que una fuerza de caballería enemiga que se había mantenido en reserva, dio media vuelta y cayó sobre las fuerzas realistas en un momento en que habían acabado las municiones. Las fuerzas realistas retrocedieron ordenadamente y Rupert, que había regresado de su carga, trató en vano de reunir a sus soldados dispersos para volver a caer sobre los rebeldes, pero sin éxito.

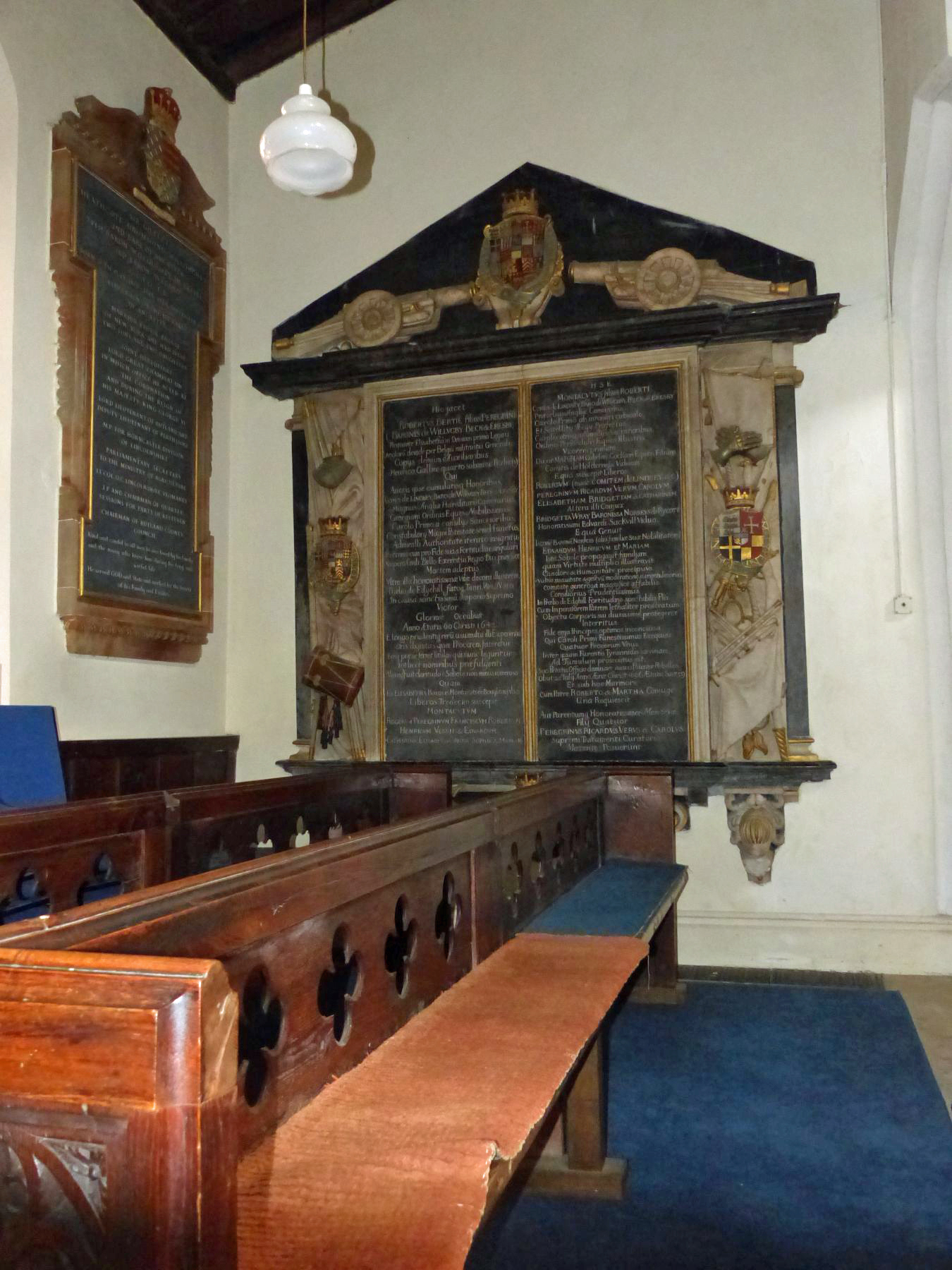
Monumento a Lord Lindsey y su hijo Montague en la Iglesia de San Miguel y todos los ángeles, Edenham, Lincolnshire

### Muerte
Lord Lindsey recibió un disparo en el fémur y cayó. Al instante fue rodeado por los rebeldes a caballo; pero su hijo, Lord Willoughby, se interpuso y consiguió abrir una brecha para sacar a su padre en brazos. Llevó al conde al cobertizo más cercano y lo puso sobre un montón de paja, intentando contener la hemorragia.
Hacia medianoche, el conde de Essex tuvo conocimiento de la situación de su antiguo camarada y envió a algunos oficiales a interesarse por su situación, prometiendo  asistencia quirúrgica. El cirujano llegó, pero demasiado tarde y Lindsey, agotado por el frío y la pérdida de sangre, murió en la mañana del 24 de octubre de 1642, mientras lo llevaban a través de las puertas del castillo de Warwick donde se encontraban otros prisioneros realistas. Su hijo, a pesar de los esfuerzos del rey Carlos, permaneció prisionero del lado parlamentario durante aproximadamente un año. Lindsey fue enterrado en la iglesia de St Michael and All Angels, Edenham, Lincolnshire. 

## Matrimonio y descendencia
En 1605, Lindsey se casó con Elizabeth Montagu (fallecida el 30 de noviembre de 1654, hermana de Edward Montagu, primer barón Montagu de Boughton ). Tuvieron trece hijos:
- Montagu Bertie, segundo conde de Lindsey (1608-1666)
- Sir Roger Bertie (m. 15 de octubre de 1654), se casó con Ursula Lawley, hija de Sir Edward Lawley
- Robert Bertie (1 de enero de 1619-1708), se casó en primer lugar con Alice Barnard, con Elizabeth Bennet y  con Mary Halsey
- Sir Peregrine Bertie, casado con Anne Hardeby
- Francis Bertie (m. 1641), muerto en Irlanda
- Henry Bertie (m. 1643), muerto en la Primera Batalla de Newbury
- Vere Bertie
- Edward Bertie (17 de octubre de 1624)-25 de diciembre de 1686)
- Lady Katherine Bertie, se casó alrededor de 1631 con Sir William Paston, primer baronet, un hijo, Robert Paston, primer conde de Yarmouth
- Lady Elizabeth Bertie (fallecida el 28 de febrero de 1684), se casó en 1661 con Sir Miles Stapleton
- Lady Anne Bertie (m. 1660)
- Lady Mary Bertie, se casó en primer lugar con el Rev. John Hewett (m. 1658) y, en segundo lugar, Sir Abraham Shipman
- Lady Sophia Bertie, se casó con Sir Richard Chaworth

El cargo de Lord Gran Chambelán pasó a él tras la muerte de su primo Henry de Vere, decimoctavo conde de Oxford, como el heredero más cercano.